# Ольховцы (Закарпатская область)
Ольхо́вцы (укр. Вільхівці), (русин. Ульхуцї) — село в Тячевском районе Закарпатской области Украины. Административный центр Ольховецкой сельской общины.

## История
В советское время здесь действовал плодоперерабатывающий пункт Тересвянского соко-винного завода.
В июле 1995 года Кабинет министров Украины утвердил решение о приватизации находившегося здесь совхоза.
Население по переписи 2001 года составляло 3374 человека.

## Спорт
В селе базируется футбольный клуб «Ольховцы», выступающий во Второй лиге чемпионата Украины

## Известные уроженцы
- Бокоч, Василий Андреевич (род. 1945) — украинский певец. Народный артист Украины.

## Галерея
- Старая синагога
- Еврейское кладбище